# دارنل مارتین
دارنل مارتین (انگلیسی: Darnell Martin؛ زادهٔ ۷ ژانویهٔ ۱۹۶۴) یک کارگردان، و فیلم‌نامه‌نویس اهل ایالات متحده آمریکا است.